# Hamed Haddadi
Hamed Haddadi (pers. ‏حامد حدادی‎; ur. 19 maja 1985 w Ahwazie) – irański koszykarz, reprezentant kraju, występujący na pozycji środkowego, multimedalista międzynarodowych imprez koszykarskich, obecnie zawodnik Sichuan Blue Whales.
3 października 2020 zawarł po raz kolejny w karierze umowę z chińskim Sichuan Blue Whales.

## Osiągnięcia

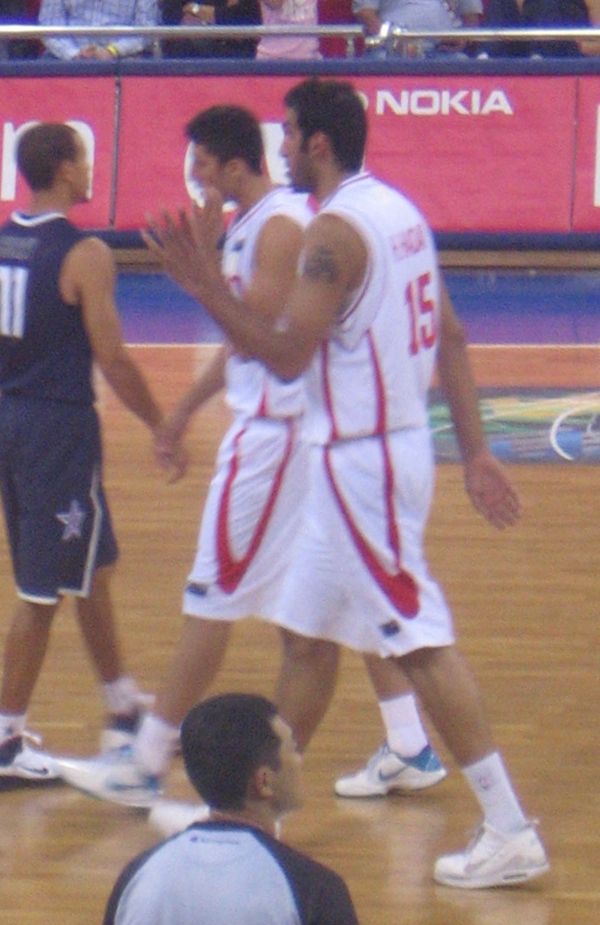
Hamed Hadadi w barwach kadry Iranu (2010).

Stan na 16 stycznia 2022, na podstawie, o ile nie zaznaczono inaczej.

### Drużynowe
- Mistrz:
  - pucharu mistrzów:
    - Azji FIBA (2008, 2013)
    - West Asia Basketball Association (2011, 2014)

  - Chin (CBA – 2016)
  - Iranu (2017, 2018)

### Indywidualne
- MVP finałów CBA (2016)
- Najlepszy środkowy chińskiej ligi CBA (2015, 2016)
- Zaliczony do I składu CBA (2015, 2016)
- Uczestnik meczu gwiazd chińskiej ligi CBA (2014, 2016)

### Reprezentacja
Drużynowe
- Mistrz:
  - Azji (2007, 2009, 2013)
  - FIBA Asia Challenge (2014, 2016)
  - Pucharu Williama Jonesa (2009, 2011, 2013, 2015)
- Wicemistrz:
  - Azji (2017)
  - igrzysk azjatyckich (2014, 2018)
- Brązowy medalista:
  - mistrzostw Azji (2015)
  - igrzysk azjatyckich (2006)
- Uczestnik:
  - mistrzostw:
    - świata (2010 – 19. miejsce, 2014 – 20. miejsce, 2019 – 23. miejsce)
    - Azji (2007, 2009, 2011 – 5. miejsce, 2013, 2015, 2017)

  - igrzysk olimpijskich (2008 – 11. miejsce, 2020 – 12. miejsce[4])
  - kwalifikacji:
    - olimpijskich (2016 – 5. miejsce)
    - do mistrzostw świata (2017 – 5. miejsce)

  - turnieju FIBA Diamond Ball (2008 – 4. miejsce)

Indywidualne
- MVP:
  - mistrzostw Azji (2007, 2009, 2013, 2017)
  - FIBA Asia Challenge (2014)
  - Pucharu Williama Jonesa (2013, 2015)
- Zaliczony do I składu:
  - mistrzostw Azji (2011, 2013, 2017)
  - Pucharu Williama Jonesa (2013, 2015)
- Lider:
  - strzelców mistrzostw Azji (2013)
  - w zbiórkach:
    - igrzysk olimpijskich (2008)
    - mistrzostw Azji (2009, 2013, 2017)

  - w asystach mistrzostw Azji (2017)
  - w blokach:
    - igrzysk olimpijskich (2008, 2020 – 1,7[5])
    - mistrzostw Azji (2007 – 1,4, 2009 – 4, 2011 – 2,9)[6][7][8]

Młodzieżowe
- Mistrz Azji U–20 (2004)
- Wicemistrz Azji U–18 (2002)